# Vissellärka
Vissellärka (Mirafra pulpa) är en fågel i familjen lärkor inom ordningen tättingar. Den förekommer mycket sällsynt och lokalt i Östafrika.

## Utseende och läte
Vissellärkan är en liten (13–14 cm), rosttonad lärka med ett ljust ögonbrynsstreck. Den har rostbruna centra på större täckarna, en rostfärgad vingpanel, vit strupe och beigefärgad undersida. Fågeln är mycket lik sångbusklärkan, men den senare har brunsvarta fjädercentra. Lätet är också diagnostiskt , ett visslande "hoo-eee-oo" som upprepas varje eller varannan sekund.

## Utbredning och status
Fågeln förekommer i sydvästra Etiopien och norra Kenya. Den behandlas som monotypisk, det vill säga att den inte delas in i några underarter.

## Status och hot
Vissellärkan beskrivs som mycket sällsynt och den tros minska i antal till följd av överbetning och omvandling av dess levnadsmiljö. Internationella naturvårdsunionen IUCN anser dock att kunskapen om dess status är för bristfällig för att kunna placera den i någon hotkategori.

## Taxonomi och namn
Vissellärkan beskrevs som art av Herbert Friedmann som beskrev arten 1930. Fram tills nyligen kallades den även friedmannlärka på svenska, men justerades 2022 till ett enklare och mer informativt namn av BirdLife Sveriges taxonomikommitté. Tidigare har den även hetat sagonbusklärka.